# Манготсфілд
Ма́нготсфілд (англ. Mangotsfield) — приміське містечко і колишнє село в унітарній владі в Південному Глостерширі, на північний схід від Брістоля, Англія, 
Село згадується в Книзі Страшного суду дня в 1086 році як Manegodesfelle і як Manegodesfeld в 1377 році.
Між 1845 і 1966 роками село обслуговувало залізничну станцію Манготсфілд.